# Michael Kroecher
Michael Kroecher (né en 1912 à Sarrebourg et mort le 10 février 2004 à Munich) est un danseur et acteur allemand.

## Biographie

### Formation et débuts
Michael Kroecher suit une formation de danseur d'expression à l'école Macarova de Cologne. Après de petits engagements à Wuppertal et Cottbus, il est engagé au Theater am Nollendorfplatz à Berlin en tant que danseur solo.

### Parcours
Après avoir été brièvement enrôlé dans la Wehrmacht en 1940, il travaille au Bayerische Staatsoper à Munich en tant que soliste en 1941, où il est engagé, avec des interruptions, jusqu'en 1946 et où il apparaît dans des pièces classiques et modernes. Il danse, entre autres, le Franzl dans Jahreszeiten der Liebe de Franz Schubert, le Fou dans Joan von Zarissa de Werner Egk et le rôle-titre dans Prométhée de Ludwig van Beethoven.
Après l'échec de ses tentatives pour s'établir en tant que danseur indépendant après la fin de la guerre, il retourne à l'opéra d'État de Bavière en tant que danseur temporaire au début des années 1950, où il apparaît pour la dernière fois en 1966.
À la fin des années 1960, il apparaît comme acteur dans des productions de théâtre moderne sous la direction d'Ute Emmer et trouve un lien avec la scène alternative de l'art et du théâtre à Munich.
En 1974, Kroecher, qui a déjà travaillé comme danseur dans un certain nombre de films dans les années 1940 et 1950, est engagé par Werner Herzog pour le rôle de l'idiosyncratique Lord Stanhope dans le film sur Kaspar Hauser, L'Énigme de Kaspar Hauser. Ce film le fait connaître à un public plus large et conduit à de nouveaux engagements dans des productions cinématographiques allemandes et internationales. La plupart du temps, Kroecher joue de petits rôles en tant que noble ou ecclésiastique excentriques. Ses apparitions les plus connues incluent le personnage étrange de La Violette dans le film de Manfred Purzer Die Elixiere des Teufels (1976) basé sur E.T.A. Hoffmann et le mystérieux prêtre Don Gaspare dans Fantôme d'amour (1981) de Dino Risi aux côtés de Marcello Mastroianni et Romy Schneider.
En 2000, alors qu'il a presque 90 ans, Kroecher apparaît comme La Mort noire dans un épisode de Geisterjäger John Sinclair.

### Famille
Il est l'oncle du terroriste de la RAF, Andreas Baader.

## Postérité
Peu de temps après sa mort, Dominique Müller réalise un documentaire sur Kroecher et un de ses admirateurs, Daniel.

## Filmographie
- 1949 : Begegnung mit Werther
- 1970 : Vampire sterben nicht
- 1970 : 3 Variationen über die Freiheit (moyen métrage expérimental)
- 1974 : L'Énigme de Kaspar Hauser
- 1976 : Die Elixiere des Teufels
- 1977 : Natascha - Die tödliche Masche
- 1978 : Das Männerquartett (téléfilm)
- 1979 : Der ganz normale Wahnsinn (série télévisée ; épisode Fünftes Kapitel)
- 1981 : Fantôme d'amour
- 1985 : Gespenstergeschichten (série télévisée ; épisode Die Verschwörung)
- 1985 : Der Galaxenbauer (docudrame télévisé)
- 1989 : Erdenschwer
- 1990 : Ekkehard (mini-série télévisée ; deux épisodes)
- 1991 : La Tentation de Vénus
- 1992 : Averills Ankommen
- 1997 : Große Freiheit (série télévisée ; épisode Ein Killer kehrt heim)
- 2000 : Geisterjäger John Sinclair (série télévisée ; épisode Der Sensenmann als Hochzeitsgast)

### Filmographie
- Dominique Müller, Tout sur Daniel, documentaire, 2007, présentation sur filmbuero-bremen.de